# Grantsburg (Wisconsin)
Grantsburg es una villa ubicada en el condado de Burnett en el estado estadounidense de Wisconsin. En el Censo de 2010 tenía una población de 1.341 habitantes y una densidad poblacional de 172,42 personas por km².

## Geografía
Grantsburg se encuentra ubicada en las coordenadas 45°46′49″N 92°41′00″O / 45.78028, -92.68333. Según la Oficina del Censo de los Estados Unidos, Grantsburg tiene una superficie total de 7.78 km², de la cual 7.72 km² corresponden a tierra firme y (0.73%) 0.06 km² es agua.

## Demografía
Según el censo de 2010, había 1.341 personas residiendo en Grantsburg. La densidad de población era de 172,42 hab./km². De los 1.341 habitantes, Grantsburg estaba compuesto por el 94.56% blancos, el 0.97% eran afroamericanos, el 1.34% eran amerindios, el 0.52% eran asiáticos, el 0.07% eran isleños del Pacífico, el 0.45% eran de otras razas y el 2.09% pertenecían a dos o más razas. Del total de la población el 1.12% eran hispanos o latinos de cualquier raza.